# 大和銀行
株式会社大和銀行（だいわぎんこう、英語: The Daiwa Bank, Limited.）は、かつて存在したりそなホールディングス傘下の都市銀行。大阪府大阪市中央区に本店を置いていた。2003年3月1日にあさひ銀行と合併し、現在のりそな銀行となった。
類似する名称の大和証券（大和証券グループ）は無関係である。

## 概要

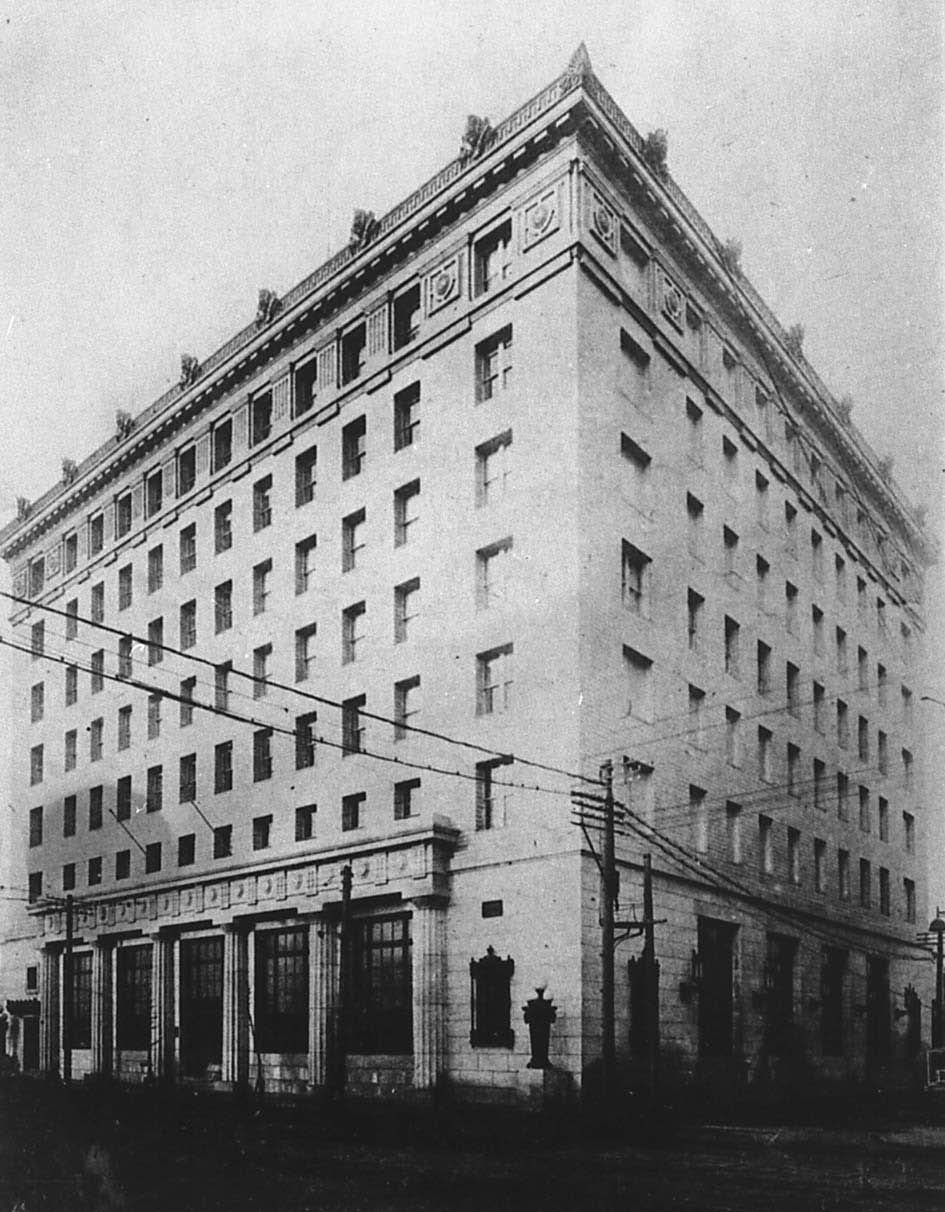
野村銀行本店、大和銀行旧本店ビル。1991年に現在のりそな銀行本店ビルに建て替えられ現存していない。

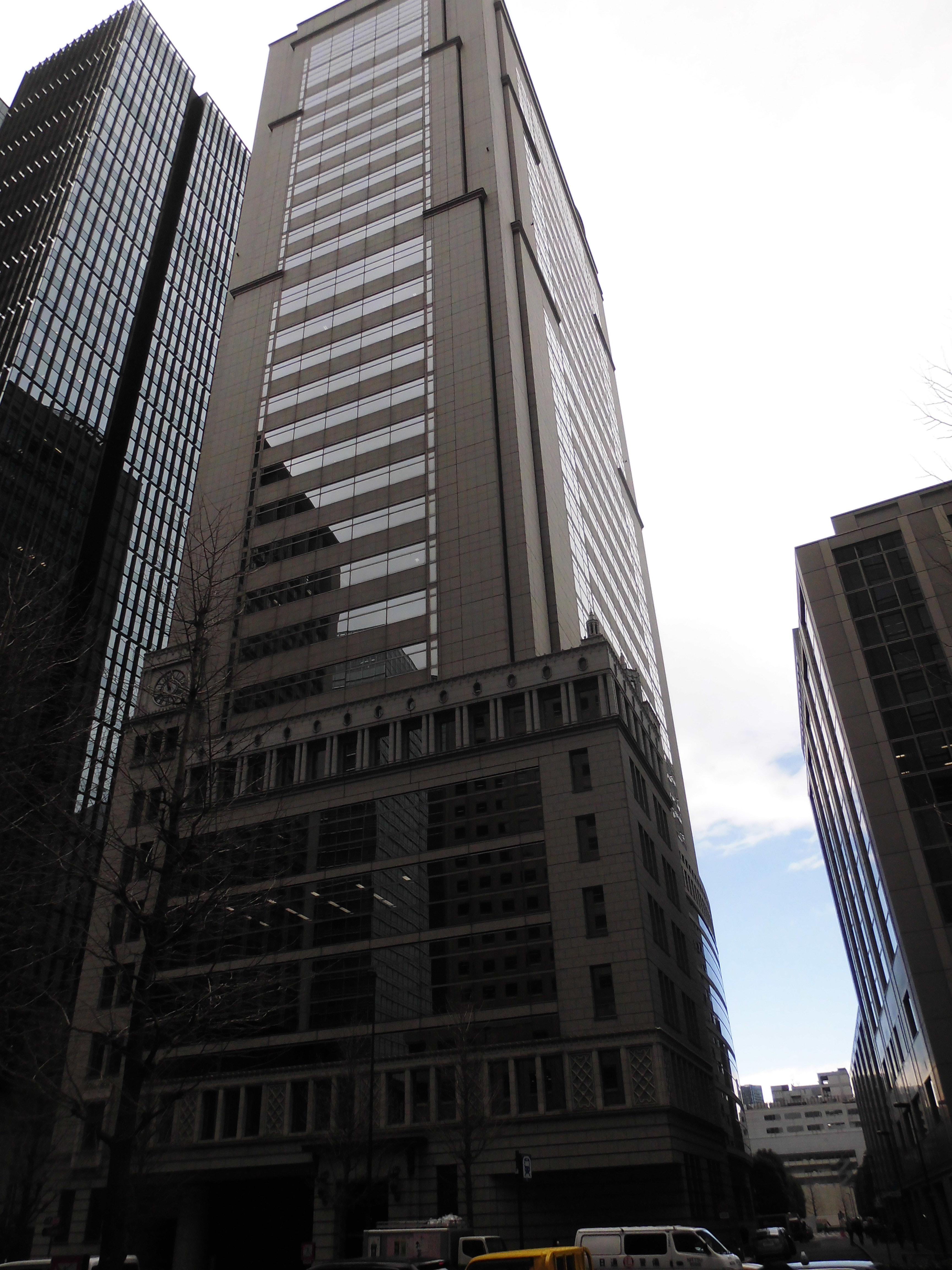
大和銀行　東京本部ビル（大手町野村ビル）

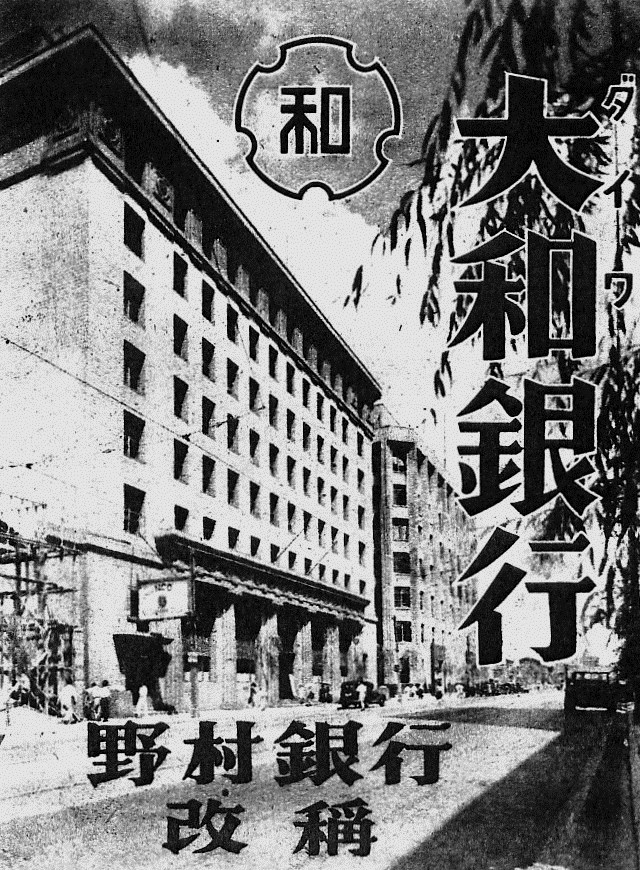
財閥解体後、野村銀行から大和銀行への商号変更時の広告。

戦前の名称は野村銀行であり、旧野村財閥の中核銀行として誕生した。のちに分社する証券部は現在の野村證券。同じ大阪に本店を置く三和銀行、住友銀行と並んで在阪三大都市銀行の一角をなしていた。
創案者・野村徳七の「自主独往」精神を受け継ぎ、一時、邦銀でも有数の海外拠点網（一時アメリカ合衆国においては最大）、都銀唯一の信託併営等の総合金融機能を発揮し、企業年金信託では信託業界トップに立っていた。信託併営であることから、出店計画が認可されにくかったと言われている。一方で、国会の議員会館内に支店を持つ唯一の銀行でもあった（りそな銀行となった現在でも存在している）。
自主独往の精神が語るように、他の都市銀行と違い、合併による規模拡大をしなかったため、都市銀行では北海道拓殖銀行に次いで、2番目に小規模であった。ニューヨーク支店巨額損失事件時、住友銀行との合併が報道された。実際合併こそなかったが、アメリカ合衆国からの退場を命じられた大和銀行は、アメリカ国内の支店網を住友銀行に譲渡した。
85年間自主独往の精神を受け継いできたものの、2003年3月1日に大和銀行を存続会社としてあさひ銀行と合併し、りそな銀行に行名変更した。

## 歴史

### 戦前 - 大阪野村銀行としてスタート
元来小規模な両替店から証券業務に参入し、日露戦争、第一次世界大戦の好景気において兼業の株式仲買業で財を成した野村商店を営業していた野村徳七（2代目）は、念願の商業銀行設立に動く。1918年6月、資本金1000万円の株式会社大阪野村銀行として創立され、同年8月に開業した。当初野村銀行としなかったのは、青森にすでに野村銀行の名前で営業している銀行があった。
誕生した大阪野村銀行は、発足後間もなく第一次世界大戦後の反動不況、関東大震災に遭遇したが、着実な経営姿勢の堅持によりかえって信用を高め、発展の基盤を固めた。その間、証券金融の活性化を主眼とし、担保付社債信託業の兼営と公社債専門の証券部門の設置を行って、次第に証券銀行（投資銀行）の様相を強める。1925年8月に安藤銀行、1926年11月に福陵銀行、1927年9月に森岡銀行を買収併合した。

### 信託併営   野村銀行  自主独往
やがて、証券部門が急成長し、1925年12月には証券部を野村證券株式会社として分離する。
1927年1月、青森に存在していた野村銀行に対し商号変更を要求、それに応じた青森の野村銀行は立五一銀行へ商号変更。これにより野村銀行を名乗れるようになる。大阪野村銀行は野村銀行と名を改め、以降は野村財閥の中核として純然たる商業銀行への道を歩む事となる。
この年から深刻な昭和金融恐慌が進行し、多くの名門銀行が姿を消す中で、1927年12月と1928年5月に淡河銀行、1928年9月に藤田銀行、1929年5月に加島銀行の各営業権の一部を譲り受け、業容を拡大、十五大財閥の1つに発展していく。

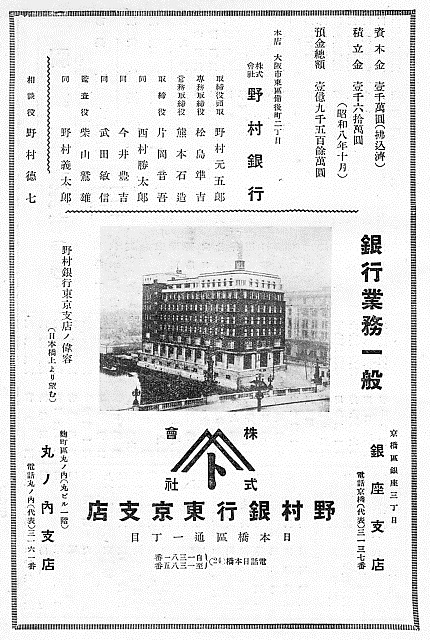
1930年代の野村銀行の広告（野村銀行東京支店）

金融恐慌後の1929年に、野村銀行は大阪府本金庫事務を受託した。これは業務の非効率性から受託に消極的な銀行が多かったなかで、野村徳七が金庫事務の公共性と銀行の信用力の増大に着目したもので、大和銀行-現りそな銀行は現在も単独で大阪府指定金融機関の役割を果たしている。
金融恐慌を契機に急激に高まった銀行の合同整理の中で、1933年には大阪では他の有力3行の合同で三和銀行が発足したが、野村銀行自体は自主独往の路線を堅持。
1944年8月、野村信託株式会社を合併して、いわゆる兼営法に基づく日本で初めての信託併営行となった。

### 戦後 - 財閥解体  野村銀行から大和銀行へ
戦後、財閥解体で野村財閥は1946年12月7日に第2次指定を受け解散。野村銀行も行名変更を余儀なくされた。財閥解体の進行に伴い、制限会社に対する特別措置の中に財閥名の払拭も含まれていたためである。変更名では、第1案として地名の「大阪銀行」と改称し地元金融機関として生きる道を考えたが、先に住友銀行の案と競合したため、次善策として第2案の「大和銀行」に落ち着くことになった。「大和」の由来は、財閥解体下における新体制での「大いなる和」と、野村財閥の商標である「山にト」（＝やまと）を掛け合わせた物であり、「大和」の「大」は「大阪」をも意味した（現在の野村證券（野村グループ）の社章はこの「山にト」をモチーフにしたものである。当然ながら大和証券とは全く関係がない）。これは行員から案を募ったもので、大和銀行行史では「文字として平明であり、『だいわ』と読む語呂のおだやかさが親しみを感じさせ、役職員に愛着を深め、またその意味は聖徳太子の憲法『和を貴ぶ』の精神から来ている」と説明されている。行名変更は、奇しくも創業30周年にあたる1948年10月となり、株式会社大和銀行として再発足した。
1949年11月、甲種外国為替銀行の認可を得、銀行・信託・外国為替を3本の桂とする総合金融機関の体制を実現した。

### 信託併営と国際化
昭和30年代に入り、信託の専業主義の考え方による大蔵省の信託分離の勧めにもかかわらず、大和銀行は信託併営を維持した。これは、当時の頭取寺尾威夫が「信託併営は、金融機関の大衆化、機能の総合化にマッチし、顧客に幅広いサービスが提供できるため時代の要請に合致している」と強硬に主張し信託分離化も頑なに拒み、関西財界の支持を受けた事も追い風となった。結果、都市銀行の中で唯一信託兼営を守り通したが、これが為に大蔵省から睨まれ、「他都銀と同じスタートラインにない」として、新規出店で認可を出し渋るなど、不利な扱いを受けたとも言われている。1962年4月に企業年金制度（適格退職年金制度）が発足し、大和銀行は直ちにこの取扱いを開始、同年8月には年金信託部を設置、企業年金のリーディングバンクとして、信託業界首位となる。
貿易・資本の自由化が推進され、日本経済の国際化が進捗する中、国際業務では1956年にニューヨーク、1958年にはロンドンと、国際金融の2大中心地に相次いで駐在員事務所を設置した。1988年にレイニア・インターナショナル銀行香港地区9店の営業権を譲り受け、在香邦銀最大規模の10店を展開、1990年にイギリス・ロイズ銀行のアメリカ拠点を買収し、在米邦銀最大規模の17店を有し、最盛期に大和銀行の純利益3割を稼ぎ出すにいたる。
機械化、事務効率化は1972年8月にキャッシュディスペンサー（CD、現金自動支払機）1号機を設置し、1973年8月には第1次オンラインシステムが完成した。1981年の第2次オンラインシステムを経て、1993年に新オンラインシステム・ニュートンに移行した。
創立50周年の1968年9月に総資金量1兆2,000億円を超し、3年後の1971年末には2兆円の大台を突破した。

### ユニバーサルバンキングへ
1988年4月、創業70周年を機にヴィジュアルアイデンティティ (VI) 開発を実施した。激化する金融機関の競争、金融の自由化、国際化の進展などに積極的に対応する姿勢を明確にイメージづけるために実施した。りそな銀行に統合された後も、このVIは同じりそなグループの近畿大阪銀行で近年まで使用されていた。
1991年には新本店ビルが竣工し、旧本店ビルとその周辺に分散していた本部機能を集約し、情報機能の一元化と生産性の向上を図った。1994年3月に東京営業部・東京本部が入居する大手町の日清生命館の建て替えで大手町では当時一番の高さを誇った大手町野村ビルが竣工した。リテール分野では、通帳などに使用するキャラクターに原田治、円谷プロダクション（ウルトラマンキッズ）、アランジアロンゾを起用して親しまれた。
1993年9月には、顧客に利回り保証を行う「飛ばし」事件で経営危機（債務超過）に陥った系列会社のコスモ証券（現在の岩井コスモ証券）を救済するため、第三者割当増資を引き受け、証券子会社とした。この結果、大和銀行は、銀行・信託・証券の一体経営を行うことになり、国内初の「ユニバーサル・バンキング」を実現した。この当時は都銀が株式取次ぎができる証券会社を持つことはまだ認められていなかったが、コスモ証券が債務超過に陥っていたため例外的に認められた。
1960年代から、各都市銀行が企業グループを形成する動きの中で、大和銀行も第一銀行（後の第一勧業銀行を経て現在のみずほ銀行）の「第一原子力グループ」に参加していたが、1987年、関西地方に地盤のある企業40社が、「国際花と緑の博覧会」へ参加を目的に集合して「大輪会」へ発展し、大和銀行はその中核銀行に収まった。バブル崩壊後は、次第に他の都市銀行とは志向を異にして、地元・大阪に密着した地域密着路線を推進する。

### バブル崩壊と金融再編
バブル崩壊は、脆弱な経営基盤である大和銀行を直撃した。そして、凋落が決定的となったのが、1995年に発覚した、「大和銀行ニューヨーク支店巨額損失事件」である。同行ニューヨーク支店において、米国債の取引による総額約11億ドルの巨額損失が発生。当時の大蔵省へ損失報告を行っていながら、米法に反して米当局への報告を怠り、連邦準備制度理事会から巨額の制裁金処置とアメリカ合衆国からの退去命令という厳罰が下された。
国際金融市場の中心であるウォール街からの追放は、国際金融市場へのアクセスを失うことを意味し、かつて米国内の拠点数第1位、都銀第3位の海外拠点を有していた大和銀行は、大和プルダニア銀行（現在のりそなプルダニア銀行）を除く、全国際業務から撤退した。当時純利益の3割を稼いでいた米国市場を失ったのに加え、バブル崩壊後の経済環境は悪化の一途をたどり、「リスクを張って金利を稼ぐ」与信姿勢も災いし膨大な不良債権を生み出し、1998年3月には公的資金による優先株式4080億円の注入を受けた。
1999年に始まった、都銀各行の金融再編で大和銀行は、その不良債権額から合併を忌避され、取り残されていた。その後、大和銀行は個人や中小企業を主要な取引顧客とし、親密な地方銀行をグループ内に取り込む「スーパーリージョナルバンク」への転換を図ることになる。2001年12月、大和銀行は同行の親密地方銀行である近畿大阪銀行と奈良銀行と共に、株式移転により金融持株会社大和銀ホールディングスを設立し、各行はその傘下に入った。同時に、大和銀行が兼営する信託部門のうち、法人向けの年金信託業務を新設の大和銀信託銀行に分割した。
続いて、2002年3月には、同じく金融再編に取り残され、マーケットで集中砲火を浴びていた、あさひ銀行が株式交換により大和銀ホールディングスの傘下となった。2003年3月には、あさひ銀行の埼玉県内の営業拠点と資産を、新設の埼玉りそな銀行に譲渡し、残ったあさひ銀行と大和銀行が合併する形でりそな銀行となった。

## 沿革
- 1918年6月 - 株式会社大阪野村銀行として創立。
- 1925年12月 - 証券部を分離、野村証券株式会社が設立され、証券業務を委譲。
- 1927年1月 - 商号を株式会社野村銀行に変更。
- 1929年11月 - 大阪府本金庫事務の取り扱いを開始。
- 1944年8月 - 野村信託株式会社を吸収合併。
- 1948年10月 - 財閥解体により商号を株式会社大和銀行に変更。
- 1949年
  - 5月 - 東京証券取引所・大阪証券取引所に上場。
  - 11月 - 甲種外国為替銀行に指定。
- 1954年7月 - 東京銀行より7店舗譲受
- 1962年4月 - 企業年金信託業務の取り扱い開始。
- 1965年2月 - 大蔵省の信託分離要請を拒絶。
- 1973年8月 - 第1次オンラインシステム稼働。
- 1977年3月 - ニューヨークに大和銀行信託会社を設立。
- 1981年1月 - 第2次オンラインシステム稼働。
- 1987年4月 - 大輪会発足。
- 1988年7月 - レイニア・インターナショナル銀行の香港地区9店を買収。
- 1990年2月 - ロイズ銀行の米国拠点網を買収。
- 1991年7月 - 新本店ビル竣工。
- 1993年9月 - コスモ証券の第三者割当増資を引き受け、子会社とする。
- 1994年3月 - 東京本部ビル竣工。
- 1995年9月 - 大和銀行ニューヨーク支店巨額損失事件。米国から撤退。
- 1999年8月 -「スポーツ振興投票業務」受託
- 2000年6月 -  住友信託銀行と日本トラスティ・サービス信託銀行株式会社設立。
- 2001年
  - 3月 - スポーツ振興くじ「toto（トト）」全国販売開始。
  - 12月 - 大和銀行・近畿大阪銀行・奈良銀行と共に、株式移転により金融持株会社大和銀ホールディングスを設立。
- 2003年3月 - 株式会社あさひ銀行を合併し株式会社りそな銀行に商号変更。

## 親密企業
- 野村證券
- 野村信託銀行
- 野村不動産
- 大東京火災海上保険（後にあいおい損害保険を経て現在のあいおいニッセイ同和損害保険）
- 野村総合研究所
以上の企業は野村証券グループ企業及び野村證券と親密企業。
- 富士火災海上保険（現在のAIG損害保険）
- 東京生命保険（2001年に経営破綻、T&Dフィナンシャル生命保険に社名変更）
- 岩井コスモ証券
- 大輪会
野村證券（みどり会に加盟しており、MUFG色が強い）、AIG損害保険、大阪ガス、岩井コスモ証券、シキボウ、タカラスタンダード、日本触媒、ヤンマーディーゼル（現在のヤンマー）、吉本興業、ローム、ローランド ほか

## イメージキャラクター
- 鉄腕アトム
- オサムキャラクター
- ウルトラマン